# گامبو (آفریقای مرکزی)
گامبو (آفریقای مرکزی) (به لاتین: Gambo, Central African Republic) یک زیستگاه انسانی در جمهوری آفریقای مرکزی است که در Mbomou واقع شده‌است.